# 鷹の台駅
鷹の台駅（たかのだいえき）は、東京都小平市たかの台にある西武鉄道国分寺線の駅である。駅番号はSK03。
駅名は「鷹の台」であるが、行政上の地名は「たかの台」となっている。

## 歴史
- 1948年（昭和23年）10月21日：開業。
- 1961年（昭和36年）10月：列車交換設備を設置、駅構造が単式ホーム1面1線から相対式ホーム2面2線となる[1]。
- 1982年（昭和57年）2月1日：地下道使用開始。同日、構内踏切廃止[1]。
- 1985年（昭和60年）3月12日：新駅舎使用開始。
- 1986年（昭和61年）12月13日：駅構内改良工事完成[2]。
- 2007年（平成19年）3月6日：ダイヤ改正により、始発から8時台までと21時台から終電までを除く国分寺行が1番線発着となる。
- 2011年（平成23年）2月：バリアフリー工事によりエレベータ、多機能トイレ、オープンカウンター式案内窓口を設置[3]。
- 2025年（令和7年）3月25日：駅係員によるインターホンでご案内する遠隔対応駅へ変更するとともに、窓口での切符等の販売を終了[4]。

## 駅構造

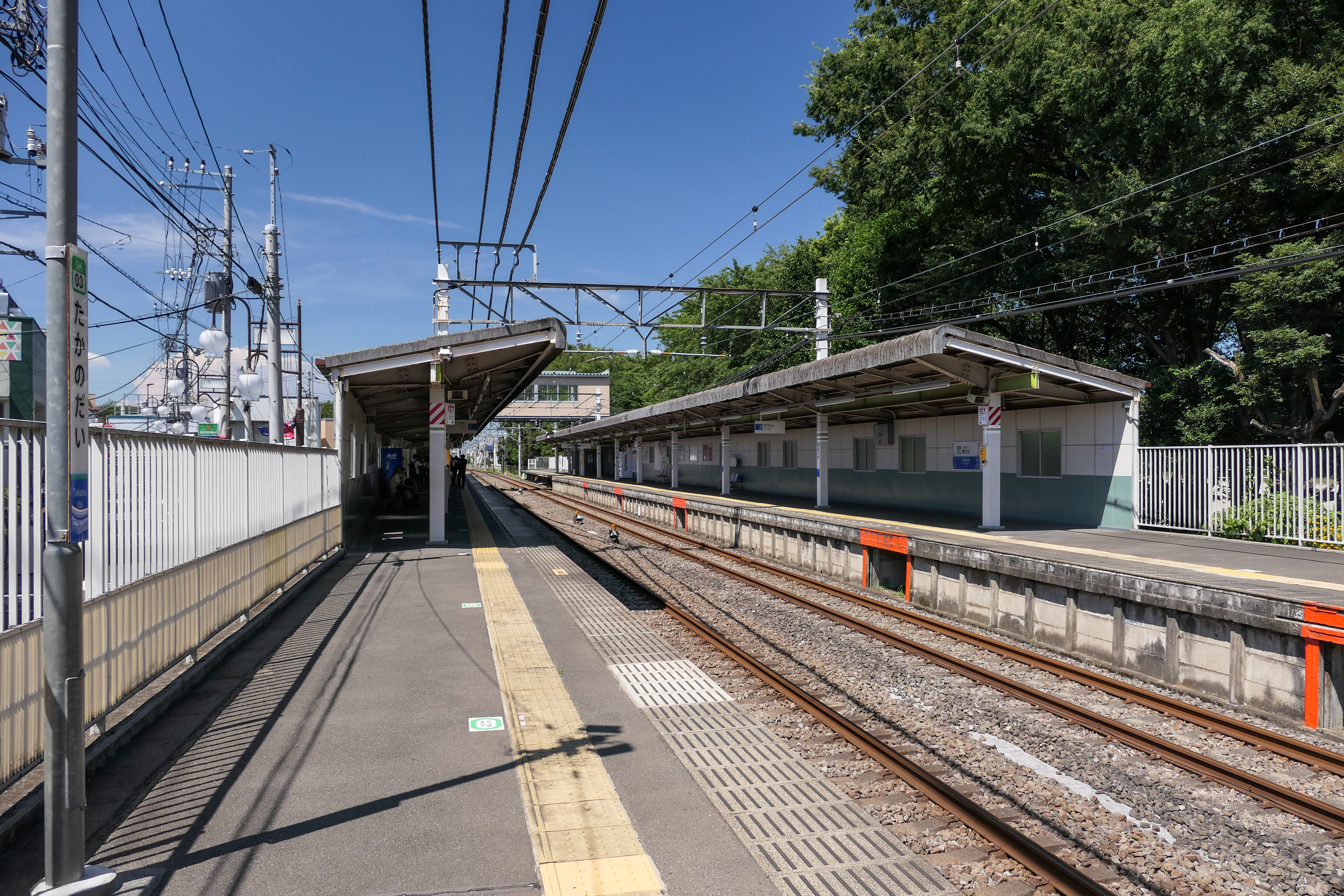
ホーム（2008年3月）

相対式ホーム2面2線の地上駅。駅の両側は単線のため、当駅で朝と夜に限り交換を行う（昼間は恋ヶ窪駅と小川駅で行う）。
駅舎、改札は1か所のみで1番線側にある。2番線に行くには階段の地下通路、またはエレベーターの設置された跨線橋を通らなければならない。駅舎の反対側へは駅舎脇に設置された地下自由通路を使用する。2番線側には車椅子専用のスロープの出口が設置されていたが、バリアフリー工事完成とともに閉鎖された。

### のりば
| ホーム | 路線     | 方向 | 行先             | 備考       |
| ------ | -------- | ---- | ---------------- | ---------- |
| 1      | 国分寺線 | 下り | 小川・東村山方面 |            |
| 1      | 国分寺線 | 上り | 国分寺方面       | 日中の列車 |
| 2      | 国分寺線 | 上り | 国分寺方面       | 朝晩の列車 |

- 2007年（平成19年）3月6日のダイヤ改正までは、東村山方面が1番線を、国分寺方面が2番線を使用していたが、ダイヤ改正後は8時台から21時台のみ、東村山方面と国分寺方面が交互に片ホーム扱いで1番線に発着するようになった。（始発から8時台、21時台から終電まではこれまで通り国分寺方面は2番線の発着）これは前述したようにバリアフリー上の問題を解決するためである。
- そのため、1番線の時刻表が両方向のものに書き換えられているが、駅名標はそのまま東村山方面のものになっている。
- 2008年（平成20年）2月には周辺の学校の入学試験による混雑を緩和するため、終日国分寺行き列車を2番線の発着とする措置が取られた。（時刻はそのまま）なお、同年3月1日からは再び国分寺行き列車は1番線の発着となっている。

## 利用状況
2024年度の1日平均乗降人員は24,283人であり、西武鉄道全92駅中40位。
近年の1日平均乗降人員と乗車人員の推移は下表の通り。
| 年度               | 1日平均 乗降人員 | 1日平均 乗車人員 | 出典     |
| ------------------ | ---------------- | ---------------- | -------- |
| 1992年（平成04年） |                  | 14,482           | [ * 1 ]  |
| 1993年（平成05年） |                  | 14,482           | [ * 2 ]  |
| 1994年（平成06年） |                  | 14,378           | [ * 3 ]  |
| 1995年（平成07年） |                  | 14,612           | [ * 4 ]  |
| 1996年（平成08年） |                  | 14,595           | [ * 5 ]  |
| 1997年（平成09年） | 28,819           | 14,466           | [ * 6 ]  |
| 1998年（平成10年） | 27,857           | 13,907           | [ * 7 ]  |
| 1999年（平成11年） | 27,183           | 13,552           | [ * 8 ]  |
| 2000年（平成12年） | 27,145           | 13,564           | [ * 9 ]  |
| 2001年（平成13年） | 26,899           | 13,512           | [ * 10 ] |
| 2002年（平成14年） | 26,579           | 13,395           | [ * 11 ] |
| 2003年（平成15年） | 26,543           | 13,451           | [ * 12 ] |
| 2004年（平成16年） | 26,418           | 13,438           | [ * 13 ] |
| 2005年（平成17年） | 26,657           | 13,688           | [ * 14 ] |
| 2006年（平成18年） | 26,528           | 13,477           | [ * 15 ] |
| 2007年（平成19年） | 26,503           | 13,306           | [ * 16 ] |
| 2008年（平成20年） | 26,684           | 13,400           | [ * 17 ] |
| 2009年（平成21年） | 26,668           | 13,400           | [ * 18 ] |
| 2010年（平成22年） | 26,389           | 13,285           | [ * 19 ] |
| 2011年（平成23年） | 25,923           | 13,005           | [ * 20 ] |
| 2012年（平成24年） | 26,272           | 13,200           | [ * 21 ] |
| 2013年（平成25年） | 26,693           | 13,441           | [ * 22 ] |
| 2014年（平成26年） | 26,070           | 13,110           | [ * 23 ] |
| 2015年（平成27年） | 26,642           | 13,393           | [ * 24 ] |
| 2016年（平成28年） | 27,075           | 13,608           | [ * 25 ] |
| 2017年（平成29年） | 26,715           | 13,422           | [ * 26 ] |
| 2018年（平成30年） | 26,592           | 13,353           | [ * 27 ] |
| 2019年（令和元年） | 25,914           | 13,011           | [ * 28 ] |
| 2020年（令和02年） | 16,225           |                  |          |
| 2021年（令和03年） | 19,693           |                  |          |
| 2022年（令和04年） | 23,092           |                  |          |
| 2023年（令和05年） | 23,939           |                  |          |
| 2024年（令和06年） | 24,283           |                  |          |

## 駅周辺
- 津田塾大学

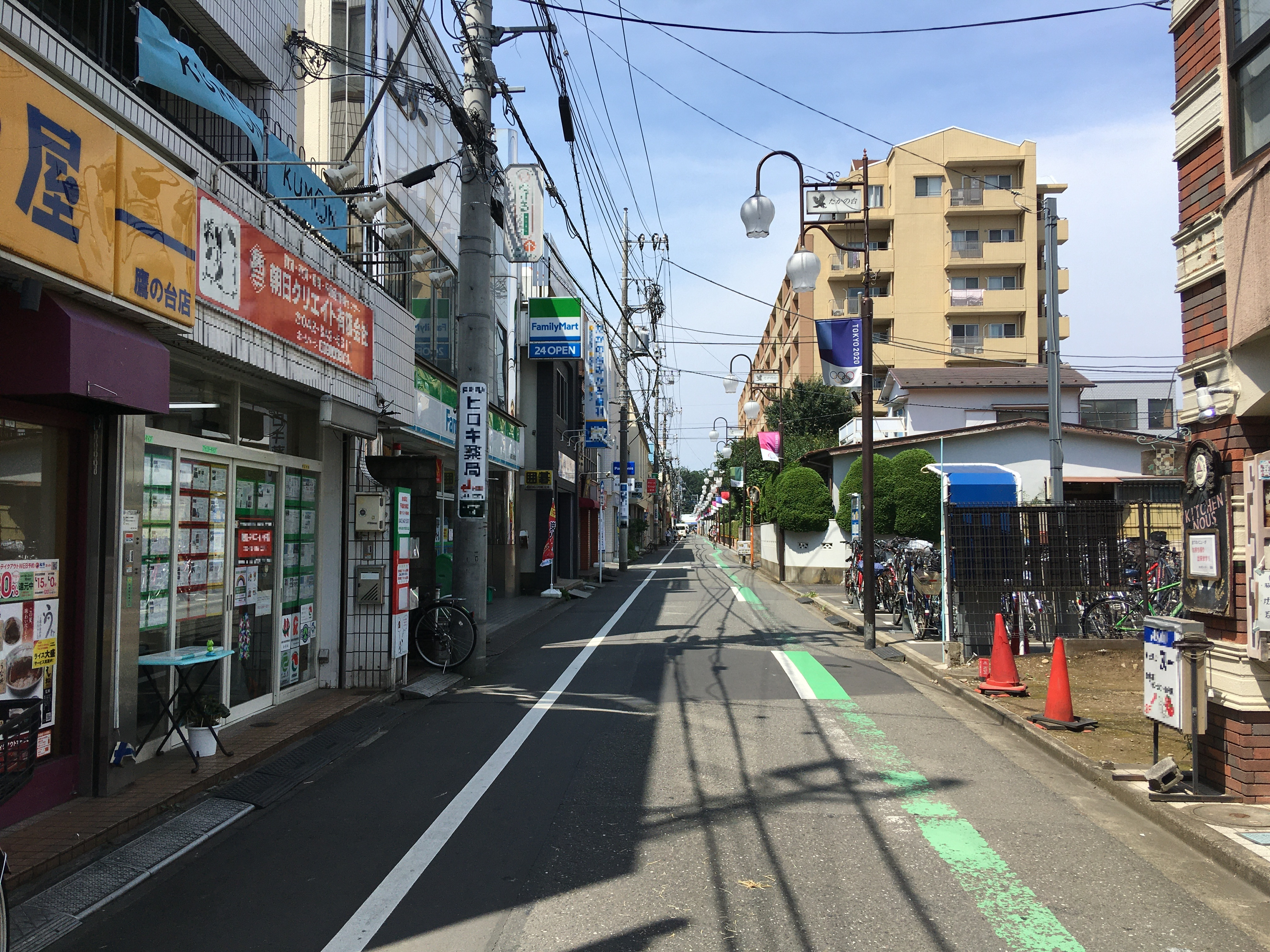
駅前通り

- 創価学園東京キャンパス（東京創価小学校・創価中学校・高等学校）
- 白梅学園（白梅学園清修中高一貫部・白梅学園高等学校・白梅学園短期大学・白梅学園大学）
- 朝鮮大学校
- 武蔵野美術大学
- ハードオフ・ホビーオフ小平上水店
- 小平市立小平第五中学校
- 小平中央公園
- 玉川上水
- 東京都道17号所沢府中線（府中街道）
- 小平市ふれあい下水道館

### バス路線
鷹の台駅入口停留所（駅から北に約300m）
西武バス
- 寺71・寺71-1系統　武蔵野美術大学・小平営業所行／国分寺駅北入口 行（東恋ヶ窪経由）

## 隣の駅
西武鉄道
 国分寺線
■各駅停車
恋ヶ窪駅 (SK02)  - 鷹の台駅 (SK03) - 小川駅 (SK04)